# Cheiracanthium seshii
Cheiracanthium seshii là một loài nhện trong họ Miturgidae.
Loài này thuộc chi Cheiracanthium. Cheiracanthium seshii được miêu tả năm 1991 bởi Patel & C. Adinarayana Reddy.